# Золотошейный венилиорнис
Золотошейный венилиорнис (лат. Veniliornis cassini) — вид птиц из семейства дятловых.

## Распространение
Обитают в северной части Бразилии, в Гвиане, Венесуэле и на крайнем востоке Колумбии.

## Описание
Длина тела около 16 см. Вес 24-38 г. У самца серовато-чёрная верхняя часть лба и макушка с узкими красными кончиками перьев, на верхней части затылка кончики более крупные.

### Вокализация
Песня очень схожа с таковой у V. affinis и представляет собой серии из 33-35 назальных нот «кхир».

## Биология
Зафиксировано питание жуками. Часто присоединяются к смешанным группам кормящихся птиц.
МСОП присвоил виду охранный статус LC.